# El Brujo
El Brujo är en ort i Mexiko.   Den ligger i kommunen Tamiahua och delstaten Veracruz, i den sydöstra delen av landet, 250 km nordost om huvudstaden Mexico City. El Brujo ligger 66 meter över havet och antalet invånare är 106.
Terrängen runt El Brujo är huvudsakligen platt, men söderut är den kuperad. Terrängen runt El Brujo sluttar österut. Runt El Brujo är det ganska glesbefolkat, med 36 invånare per kvadratkilometer. Närmaste större samhälle är Temapache, 15,8 km söder om El Brujo. Trakten runt El Brujo består till största delen av jordbruksmark.